# Гај Јулије Виндекс
Гај Јулије Виндекс (25. п. н. е. — 68. п. н. е.) био је римски гувернер у провинцији Лунгдунумске Галија из племићке галске породице из Аквитаније, који је добио положај сенатора под влашћу Клаудија. Или касне 67. п. н. е. или ране 68. п. н. е. побунио се против цара Нерона. Иако су мотиви његових следбеника можда били сложенији, Виндекс је као сенатор вероватно имао циљ да замени Нерона бољим царем.
По историчару Касијусу Диону, Виндекс је био снажног тела и интелигенције, био је вешт у ратовању и пун смелости за било какву велику предузимљивост и страствено је волео слободу и амбицију. Да би добио подршку, понудио је савез тадашњем гувернеру Тараконске Хиспаније, Сервију Сулпицију Галби, док је нови цар, командант војске Горње Германије, Луције Вергиније Руфус, марширао против њега. Борба између њихове две војске одиграла се у месту близу Везонтија (модерни Безансон). Шта се тада догодило није потпуно познато, али упркос одржаним састанцима између Вергинија и Виндекса, Вергинијеве снаге су се определиле за битку без наређења.Жеља за пљачком и слабост Вергинија као команданта су могућа објашњења.Виндекс је био поражен у резултујућој бици и починио је самоубиство.
До јуна 68. п. н. е. Галбина војна подршка је довела до тога да и Неро почини самоубиство. Галба, признат од стране сената, направио је новчиће у знак сећања на Виндекса, коме је дуговао своју позицију цара.
По уобичајеним Римским процедурама, његово име Гај Јулије указало је на то да је његовој породици вероватно дато држављанство према Гају Јулију Цезару, можда цару Августу или Калигули.